# 螢火
《螢火》是熊寶貝樂團的第二張單曲，於2008年5月31日發行。
餅乾（主唱·貝斯手）在訪問中提到，此張EP是一個關於「失去、追尋，與希望」的故事，如果灰色是一部曲的話，那螢火就是二部曲。因為灰色代表的是表達對親人的思念，而螢火代表的則是從生命的角度重新理解這件事情。
而至於繪本則會是第三部曲，因為其可以表達出比文字更無侷限性的感覺－如何在螢火之後，從星空上面找到依歸。

## 曲目
1. 螢火
  - 作詞／作曲：熊寶貝樂團
2. 灰色
  - 作詞／作曲：熊寶貝樂團